# Циммерман, Аннемари
Аннемари Циммерман (нем. Annemarie Zimmermann; 10 июня 1940, Дюрен) — немецкая гребчиха-байдарочница, выступала за сборную ФРГ на всём протяжении 1960-х годов. Чемпионка двух летних Олимпийских игр, чемпионка мира, чемпионка Европы, победительница многих регат национального и международного значения.

## Биография
Аннемари Циммерман родилась 10 июня 1940 года в городе Дюрен. Увлёкшись греблей на байдарках и каноэ, проходила подготовку в Нойсе в местном спортивном клубе «Хольцхаймер».
Первого серьёзного успеха на взрослом международном уровне добилась в сезоне 1963 года, когда попала в основной состав западногерманской национальной сборной и побывала на чемпионате мира в югославском Яйце (здесь также разыгрывалось европейское первенство), откуда привезла награды золотого и серебряного достоинства, выигранные на дистанции 500 метров в зачёте двухместных и четырёхместных байдарок соответственно.
Благодаря череде удачных выступлений удостоилась права защищать честь страны на летних Олимпийских играх 1964 года в Токио, где представляла так называемую Объединённую германскую команду, собранную из спортсменов ФРГ и ГДР. В двойках на пятистах метрах вместе с напарницей Росвитой Эссер обогнала всех своих соперниц и завоевала тем самым золотую олимпийскую медаль.
Будучи в числе лидеров гребной команды ФРГ, Циммерман благополучно прошла квалификацию на Олимпийские игры 1968 года в Мехико — совместно с той же Росвитой Эссер вновь оказалась лучшей в женской полукилометровой дисциплине байдарок-двоек и добавила в послужной список ещё одно олимпийское золото.
После двух победных Олимпиад Аннемари Циммерман осталась в основном составе западногерманской национальной сборной и продолжила принимать участие в крупнейших международных регатах. Так, в 1969 году она отправилась представлять страну на чемпионате Европы в Москве — в итоге вернулась домой с бронзовой и серебряной медалями, полученными на пятистах метрах в двойках и четвёрках соответственно. Вскоре по окончании этих соревнований приняла решение завершить карьеру профессиональной спортсменки, уступив место в сборной молодым немецким гребчихам.